# Tierpark Wittenberg
Koordinaten: 51° 52′ 9,3″ N, 12° 38′ 27″ O
Der Tierpark Wittenberg ist ein zoologischer Garten in der Juristenstraße am Rande der Altstadt von Lutherstadt Wittenberg.

## Geschichte
Im Jahr 1928 kam es durch eine speziell eingerichtete Kommission zur Umgestaltung der bereits in den 1870er Jahren aufgegebenen und allmählich zurückgebauten Festungsanlagen der Stadt. Teil dieses Konzeptes, das insbesondere auf die Gewinnung einer Promenade zur Freizeitgestaltung der Wittenberger zielte, waren auch einige Tiergehege, u. a. zur Unterbringung von Kolkraben. Unter Ausnutzung des nahen Schwanenteiches wurden insbesondere Wassergeflügel wie Mandarinenten und Nonnengänse angeschafft. Dazu gab es ein Gatter mit Heidschnucken. In den 1930er Jahren wurden diese Anlagen erweitert und es kamen weitere Säugetiere wie Rhesusaffen und Nerze hinzu. Der Zoo von Halle (Saale) beteilige sich mit Leihgaben am Aufbau der Wittenberger Tieranlagen. Der Zweite Weltkrieg hemmte diese Aktivitäten vorübergehend. Ab 1957 ließen mehrere Wittenberger Bürger die Tierhaltungstradition – jetzt räumlich konzentriert auf das heutige Tierparkgelände – wieder aufleben. Auf Initiative dieser Privatzüchter wurde der heutige Tierpark 1967 als Streichelzoo offiziell (neu-)gegründet. Nachdem diese privat betriebene und ehrenamtlich geführte Einrichtung sich wachsender Beliebtheit erfreute, wurde vom Rat der Stadt 1974 eine Erweiterung beschlossen. Mehrere angrenzende Kleingartenanlagen wurden dazu zusammengefasst und größere Gehege angelegt. Neben einheimischen Arten gelangten auch immer mehr tropische Formen in den Bestand. Auf die Haltung kleiner Affen wurde ein besonderes Augenmerk gerichtet. Nach 1990 begannen umfangreiche Modernisierung- und Umbaumaßnahmen, die bis in die Gegenwart andauern. Neben den auf freiwilliger Basis entrichteten Eintrittsgeldern wird der Tierpark von der Stadt getragen, die auch das Personal finanziert. Seit 2002 hat der Förderverein die Koordination und Organisation des Tierparks von der Stadt übernommen.

## Tierbestand
Heute umfasst der Tierpark mehrere hundert Tiere in etwa 76 Arten. Ein Schwerpunkt liegt auf den Primaten mit Goldkopflöwenäffchen, Kattas, Zwergseidenäffchen und Lisztäffchen (nicht mehr im Bestand sind Schwarzweiße Varis und Gehaubte Kapuziner). Eine Besonderheit stellt die Anlage für Klippschliefer dar. Darüber hinaus werden kleinere Huftiere, Nagetiere, Erdmännchen, Nasenbären, Wasservögel und Eulen gehalten. Dazu kommen Sumpfschildkröten und Kornnattern als Vertreter der Reptilien.
Es gibt einen Streichelzoo für Kinder mit Meerschweinchen und Ziegen.

## Aquarium
Das Aquarium ist in einer ehemaligen Kasematte untergebracht. 
Einzigartig in Sachsen-Anhalt konzentriert es sich auf die Fischwelt der Region, insbesondere der Flüsse Elbe und Elster und der Ostsee (z. B. ein Katzenhai). Diese wird in verschiedenen lebensnah eingerichteten Kaltwasserbecken vorgestellt. Neben Fischen sind auch Lurche und einige Wirbellose zu sehen.